# ¡Bastardos en vivo!
¡Bastardos en vivo! è un EP live dei Blues Traveler, lanciato il 29 agosto 2006.
Contiene registrazioni dal vivo di canzoni dell'album ¡Bastardos!, più una cover di "The Devil Went Down to Georgia", canzone del gruppo southern rock Charlie Daniels Band. Negli Stati Uniti d'America il disco fu commercializzato solo in negozi specializzati in etichette indipendenti.

## Tracce
1. After What
2. She Isn't Mine
3. Can't Win True Love
4. Amber Awaits
5. Money Back Guarantee
6. Devil Went Down To Georgia